# Alcest
Az Alcest francia posztmetalegyüttes, amelyet 2000-ben, Bagnols-sur-Cèze-ben alapított a zenekarvezető Neige (Stéphane Paut).
Zeneileg post-metalt, shoegazing zenét, alternatív metalt és post-black metalt játszanak, az első demójukon pedig "sima" black metalt játszottak, ekkor még trióként működtek.  Zenéjükre a szomorú hangulat jellemző. Szövegeik témái: tél, sötétség, nosztalgia, halál, szépség, spiritualitás.

## Tagok
Jelenlegi tagok
- Neige – ének, gitárok, billentyűk, dobok, basszusgitár
- Winterhalter – dobok, ütőhangszerek

Korábbi tagok
- Aegnor – gitár (2000–2001)
- Argoth – basszusgitár (2000–2001)

## Diszkográfia
- Souvenirs d'un autre monde (2007)
- Écailles de Lune (2010)
- Les Voyages de l'Ame (2012)
- Shelter (2014)
- Kodama (2016)
- Spiritual Instinct (2019)
- Les Chants de l'Aurore (2024)